# Saint-Julien-du-Sault
Saint-Julien-du-Sault és un municipi francès, situat al departament del Yonne i a la regió de Borgonya - Franc Comtat. L'any 2007 tenia 2.353 habitants.

## Demografia

### Població
El 2007 la població de fet de Saint-Julien-du-Sault era de 2.353 persones. Hi havia 1.004 famílies, de les quals 344 eren unipersonals (120 homes vivint sols i 224 dones vivint soles), 328 parelles sense fills, 252 parelles amb fills i 80 famílies monoparentals amb fills.
La població ha evolucionat segons el següent gràfic:
Habitants censats

### Habitatges
El 2007 hi havia 1.279 habitatges, 1.023 eren l'habitatge principal de la família, 96 eren segones residències i 159 estaven desocupats. 1.083 eren cases i 190 eren apartaments. Dels 1.023 habitatges principals, 701 estaven ocupats pels seus propietaris, 299 estaven llogats i ocupats pels llogaters i 24 estaven cedits a títol gratuït; 10 tenien una cambra, 97 en tenien dues, 268 en tenien tres, 277 en tenien quatre i 372 en tenien cinc o més. 584 habitatges disposaven pel capbaix d'una plaça de pàrquing. A 495 habitatges hi havia un automòbil i a 340 n'hi havia dos o més.

### Piràmide de població
La piràmide de població per edats i sexe el 2009 era:
| Homes | Edats   | Dones |
| ----- | ------- | ----- |
| 4     | 95 o +  | 12    |
| 16    | 90 a 94 | 40    |
| 20    | 85 a 89 | 44    |
| 16    | 80 a 84 | 52    |
| 44    | 75 a 79 | 56    |
| 64    | 70 a 74 | 72    |
| 84    | 65 a 69 | 100   |
| 64    | 60 a 64 | 40    |
| 56    | 55 a 59 | 68    |
| 52    | 50 a 54 | 76    |
| 112   | 45 a 49 | 60    |
| 92    | 40 a 44 | 68    |
| 56    | 35 a 39 | 88    |
| 64    | 30 a 34 | 64    |
| 52    | 25 a 29 | 64    |
| 48    | 20 a 24 | 44    |
| 68    | 15 a 19 | 68    |
| 92    | 10 a 14 | 48    |
| 92    | 5 a 9   | 36    |
| 64    | 0 a 4   | 60    |

## Economia
El 2007 la població en edat de treballar era de 1.400 persones, 996 eren actives i 404 eren inactives. De les 996 persones actives 878 estaven ocupades (451 homes i 427 dones) i 118 estaven aturades (55 homes i 63 dones). De les 404 persones inactives 199 estaven jubilades, 93 estaven estudiant i 112 estaven classificades com a «altres inactius».

### Ingressos
El 2009 a Saint-Julien-du-Sault hi havia 1.039 unitats fiscals que integraven 2.316,5 persones, la mediana anual d'ingressos fiscals per persona era de 17.505 €.

### Activitats econòmiques
Dels 132 establiments que hi havia el 2007, 2 eren d'empreses extractives, 4 d'empreses alimentàries, 2 d'empreses de fabricació de material elèctric, 1 d'una empresa de fabricació d'elements pel transport, 15 d'empreses de fabricació d'altres productes industrials, 15 d'empreses de construcció, 28 d'empreses de comerç i reparació d'automòbils, 7 d'empreses de transport, 9 d'empreses d'hostatgeria i restauració, 3 d'empreses d'informació i comunicació, 7 d'empreses financeres, 5 d'empreses immobiliàries, 11 d'empreses de serveis, 14 d'entitats de l'administració pública i 9 d'empreses classificades com a «altres activitats de serveis».
Dels 35 establiments de servei als particulars que hi havia el 2009, 1 era una gendarmeria, 1 oficina de correu, 2 oficines bancàries, 4 tallers de reparació d'automòbils i de material agrícola, 1 autoescola, 3 paletes, 1 guixaire pintor, 4 fusteries, 1 lampisteria, 3 electricistes, 3 empreses de construcció, 3 perruqueries, 3 restaurants, 2 agències immobiliàries, 1 tintoreria i 2 salons de bellesa.
Dels 13 establiments comercials que hi havia el 2009, 2 eren supermercats, 1 una botiga de més de 120 m², 4 fleques, 2 carnisseries, 1 una peixateria, 1 una llibreria, 1 una botiga de material de revestiment de parets i terra i 1 una joieria.
L'any 2000 a Saint-Julien-du-Sault hi havia 12 explotacions agrícoles que ocupaven un total de 840 hectàrees.

## Equipaments sanitaris i escolars
L'únic equipament sanitari que hi havia el 2009 era una farmàcia.
El 2009 hi havia 1 escola maternal i 1 escola elemental.

## Poblacions més properes
El següent diagrama mostra les poblacions més properes.